# Taean-gun
Taean-gun (hangul 태안군, hanja 泰安郡) är en landskommun (gun) i den sydkoreanska provinsen Södra Chungcheong. Kommunen har 63 598 invånare (2020).
Kommunens centralort är köpingen Taean-eup. I övrigt består kommunen av ytterligare en köping, Anmyeon-eup, och sex socknar: 
Geunheung-myeon,
Gonam-myeon,
Iwon-myeon,
Nam-myeon,
Sowon-myeon och
Wonbuk-myeon.